# Соглашение о прекращении огня с 12 мая 1994 года
Соглашение о прекращении огня с 12 мая 1994 года — трёхстороннее соглашение о прекращении огня, заключённое между Арменией и непризнанной Нагорно-Карабахской Республикой с одной стороны и Азербайджаном с другой в ходе Первой карабахской войны (1992—1994) через несколько дней после подписания Бишкекского протокола.
Соглашение было подписано 9 мая 1994 года Мамедрафи Мамедовым (со стороны Азербайджана), 10 мая 1994 года Сержем Саргсяном (со стороны Армении), 11 мая 1994 года Самвелом Бабаяном (со стороны Нагорно-Карабахской Республики). Основным положением договора являлось обеспечение полного прекращения огня и военных действий с 00 часов 01 минуты 12 мая 1994 года. Несмотря на регулярные столкновения, не имеющие стратегического значения, и взаимные обстрелы, в целом достигнутое перемирие соблюдалось до существенного обострения ситуации в апреле 2016 года. В 2020 году в зоне конфликта началась вторая карабахская война, закончившаяся подписанием трехстороннего заявления в ночь с 9 на 10 ноября